# 孟龍
孟龍（英語：Bruce Mang Lung，1962年9月11日—），本名孟繁龍，香港男演員及動作指導，曾為邵氏兄弟及無綫電視旗下藝人，2002年在《第39屆金馬獎》中奪得「最佳動作設計」殊榮。

## 簡歷
孟龍自小與家人同住調景嶺，有一兄二姊，母親是個學校教師，兄長為《第5屆香港電影金像獎》「最佳男配角」獎得主孟海，而二姊孟秋是一名武打演員。他跟惠天賜一家份屬世交，胞兄經其介紹後便輟學，拜刀馬旦粉菊花為師潛修京劇八年，自己卻可以一邊唸書（入讀寄宿學校鳴遠小學、直升天主教鳴遠中學），一邊修鍊詠春、跆拳道、空手道和自由搏擊；1986年涉足香港娛樂圈前曾移民加拿大艾伯塔省生活一年，並在餐館及理髮店工作，亦已取得永久居民卡。但他認為黃種人於當地難以出頭，加上生活沉悶、節奏緩慢且不太適合自己，故此選擇回香港發展；入行初期曾被孟海反對踏足電影圈，基於龍虎武師生活沒有保障，受了傷又不能獲得賠償。可是興之所至，兼在武術指導張午郎慫恿下繼續投身該行業。
1987年，孟龍獲時任相熟德寶公司監製岑建勳邀約，擔任《中華戰士》（首位蟬聯兩屆「金像獎最佳攝影」的得獎者鍾志文所執導）武術指導和演出「日軍士兵」一角；1988年5月應邀替富士電視台來香港取景的劇集《老師也瘋狂》任武指。1989年，他獲電影製作人兼編劇余冬青邀請與劉家輝及黃日華合作，第一次主演警匪電影《猛虎發火》，1990年代為了提升名氣而先跟邵氏兄弟簽約，再接拍兩套二十集無綫電視長劇。2002年11月，他憑著杜琪峰執導的《暗戰2》在高雄擊敗了蔣榮法及潘健君，奪取《第39屆金馬獎》頒獎典禮「最佳動作設計」殊榮；此後主要擔當幕後人員，2007至2020年間曾為《鐵三角》、《新宿事件》、《金錢帝國》、《寒戰》、《黑帽駭客》、《S風暴》、《空手道》、《P風暴》、《催眠·裁決》、《無間行者之生死潛行》等香港或兩地合拍作品任職龍虎武師，偶爾才會客串參演電影。
另外，孟龍於1990年代初開始跟邵氏兄弟合作的時候，與女兒孟希璘同住過邵氏片場宿舍逾二十年，兩人曾在1995年電影《沒有老公的日子》裡合演爆炸場景；直到女兒於2017年選擇投考第29期無綫電視藝員訓練班，成為旗下基本藝人合約藝員後，即使沒有預先知會也支持她發展演藝事業。

## 演出作品

### 電影
| 首映   | 電影名         | 角色                 |
| 1986年 | 冒牌大賊       | 罪 犯                |
| 1986年 | 戀愛季節       | 阿星朋友             |
| 1987年 | 中華戰士       | 日軍士兵             |
| 1987年 | 監獄風雲       | 囚 犯                |
| 1987年 | 英雄本色II     | 陳永信手下           |
| 1988年 | 虎穴奇兵       |                      |
| 1988年 | 情義心         | 歐陽文               |
| 1988年 | 烈血風雲       | 殺 手                |
| 1988年 | 雙肥臨門       | 龍                   |
| 1988年 | 省港風雲       | 小 龍                |
| 1988年 | 殺出香港       |                      |
| 1989年 | 猛虎發火       | 朱 龍                |
| 1989年 | 黑道福星       |                      |
| 1990年 | 表姐你好野     | 蘇國榮手下           |
| 1991年 | 火爆浪子       | 陳 興                |
| 1993年 | 落難夫妻       | 鑽石賣家手下         |
| 1994年 | 風雨同路       | 石輝手下             |
| 1995年 | 沒有老公的日子 | 消防員（廣告演員）   |
| 1995年 | 回魂夜         | 小 孟                |
| 1996年 | 大三元         |                      |
| 1996年 | 七月十三之龍婆 |                      |
| 1996年 | 懵仔多情       |                      |
| 1997年 | 伙頭大將軍     |                      |
| 1997年 | 四月四日       |                      |
| 1998年 | KO 雷霆一擊    |                      |
| 2008年 | 我老婆係賭聖   | 黑幫成員             |
| 2009年 | 紅夜           | 高先生手下           |
| 2010年 | 鎗王之王       | Joe Shing            |
| 2010年 | 火龍           | 警 察                |
| 2010年 | 線人           | 金行職員、馬伕榮手下 |
| 2012年 | 紮職           | 打 手                |
| 2012年 | 車手           |                      |
| 2016年 | 寒戰II         |                      |

### 電視劇
| 首播     | 劇名       | 角色     |
| 無綫電視 |            |          |
| 1992年   | 武林幸運星 | 慕容劍飛 |

## 幕後作品

### 動作特技
| 年份       | 作品                                               |
| 武師       |                                                    |
| 2008年     | 我老婆係賭聖                                       |
| 2009年     | 紅夜、新宿事件、金錢帝國                           |
| 2015年     | 迷城                                               |
| 2019年     | S風暴                                              |
| 2017年     | 黑白迷宮、空手道                                   |
| 2019年     | 催眠·裁決                                          |
| 2021年     | 總是有愛在隔離                                     |
| 威也       |                                                    |
| 2012年     | 寒戰                                               |
| 2016年     | 老笠                                               |
| 2019年     | P風暴、催眠·裁決                                   |
| 動作指導   |                                                    |
| 1988年     | 老師也瘋狂                                         |
| 1989年     | 猛虎發火                                           |
| 1997年     | 四月四日                                           |
| 2001年     | 暗戰2                                              |
| 2015年     | 黑帽駭客                                           |
| 武術組     |                                                    |
| 2012年     | 2012我愛HK喜上加囍                                 |
| 2020年     | 無間行者之生死潛行                                 |
| 動作導演   |                                                    |
| 1993年     | 落難夫妻                                           |
| 1994年     | 風雨同路、暴劫柔情                                 |
| 1997年     | 伙頭大將軍                                         |
| 1999年     | 虐殺地帶、幻影追兇、驚世核武案、真假刺客、千年古劍 |
| 2000年     | VAN仔強姦實錄、一切從按摩開始                      |
| 2007年     | 鐵三角                                             |
| 副武術指導 |                                                    |
| 1993年     | 逃學威龍3之龍過雞年                                |
| 1996年     | 懵仔多情                                           |
| 副導演     |                                                    |
| 1996年     | 懵仔多情                                           |

## 外部連結
- 孟龍的Facebook專頁
- 孟龍在香港影庫上的簡介